# Kaaitheater

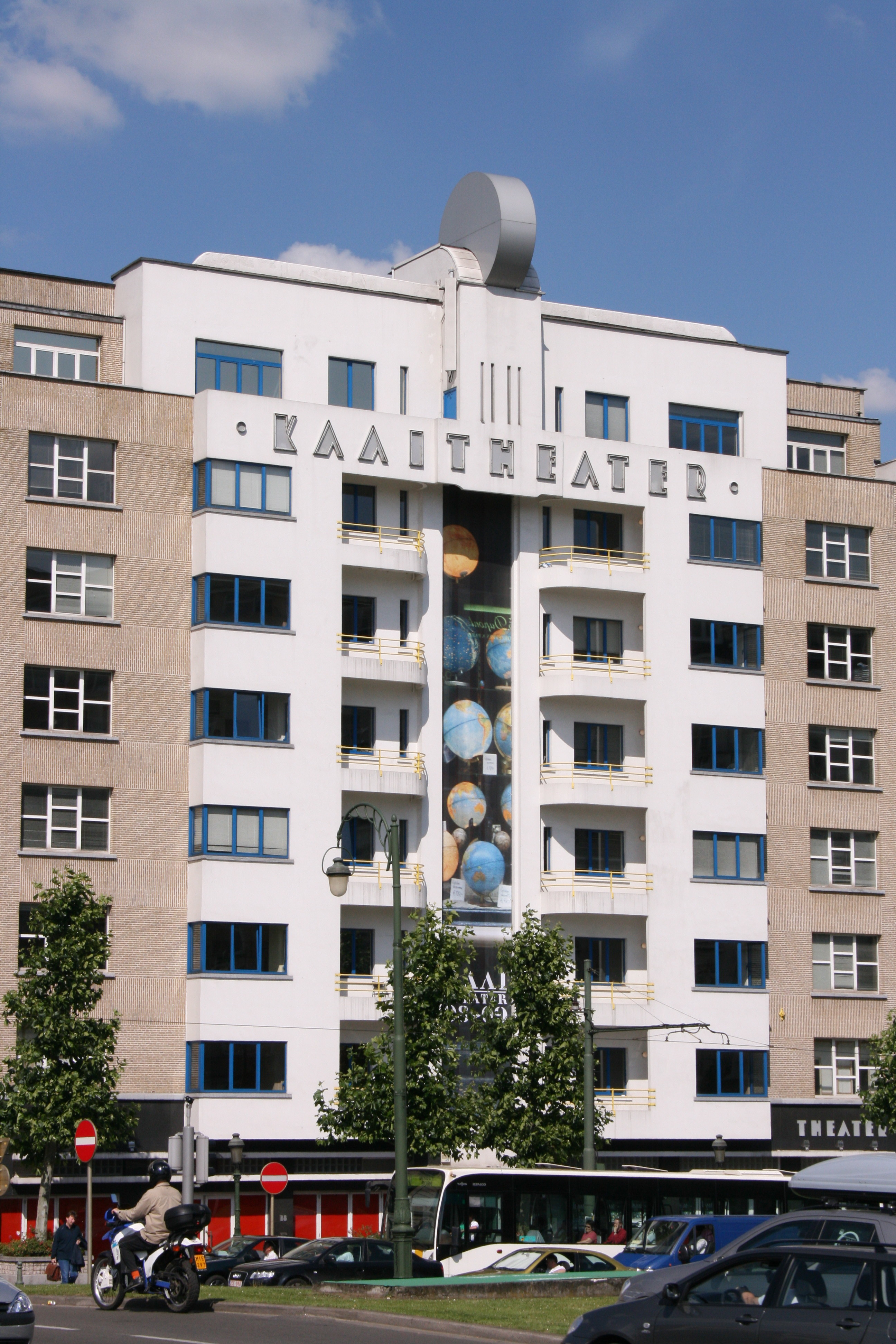
Het Kaaitheatergebouw in Sainctelettesquare 20.

Het Kaaitheater is een Brussels kunstencentrum voor dans, theater, performance en debatten. Tussen 2022 en 2025 wordt hun gebouw aan de Sainctelettesquare gerenoveerd. In de tussentijd zijn de kantoren van Kaaitheater gehuisd in de Gallaitstraat in Schaarbeek bij De Kriekelaar. Hier programmeren ze ook events, alsook in de Kaaistudios en bij vele theaters en partners in en om Brussel.

## Geschiedenis
Kaaitheater was aanvankelijk een Brussels tweejaarlijks festival voor experimentele podiumkunsten dat in september 1977 voor de eerste maal plaatsvond. Aanleiding was de honderdste verjaardag van de Koninklijke Vlaamse Schouwburg (KVS). Daarna werd het een tweejaarlijks theaterfestival met een avant-gardistische en internationale programmering. In 1987 veranderde het festival in het kunstencentrum Kaaitheater en werd er een permanente seizoensuitwerking uitgebouwd. Sinds 1993 is het Kaaitheater gehuisvest in het vroegere Lunatheater op het Sainctelettesquare 20. Daarnaast beschikt het kunstencentrum ook over een tweede, kleiner platform (de Kaaistudio's) in de Onze-Lieve-Vrouw van Vaakstraat 81. Door verbouwingen aan het Sainctelettesquaregebouw is het Kaaitheater op tournee doorheen en rond de stad Brussel van 2022 tot 2025, om in 2025 terug te landen in het nieuwe gebouw.

### De Kaaitheaterfestivals en de vzw Schaamte (1977-1985)
De geschiedenis van het Kaaitheater begint in 1977 met de organisatie van het eerste Kaaitheaterfestival. Er werden tussen ’77 en ’85 vijf festivals georganiseerd. Initiatiefnemer Hugo De Greef spiegelde zich aan de festivals van Nancy, Avignon en Edinburgh, het Berliner Theatertreffen en het Holland Festival. 
De conclusie na het festival van 1985 was dat het Kaaitheater zijn festivalformule diende op te heffen ten voordele van een reguliere jaarwerking en dat het producerende werk in belang moest toenemen ten koste van het receptieve. Een aantal van die Vlaamse artiesten/groepen hadden zich ondertussen al ontwikkeld binnen de kunstenaarsvereniging Schaamte waarvan Hugo De Greef eveneens de organisator was: zij werden de basis waarop de jaarwerking kon steunen. De producerende praktijk die in de festivals – om financiële redenen – beperkt was gebleven, zou in de jaarwerking het hoofdaccent krijgen. Logisch gevolg was dat Kaaitheater en Schaamte zouden samensmelten.
In 1983 kreeg het Kaaitheater voor het eerst een eigen huis. De oude brouwerij Etoile en het bijhorende brouwershuis werden in gebruik genomen (vandaag de Kaaistudio’s).

### Het Kunstenaarscentrum in haar eerste nomadische periode (1987-1993)
Het eerste Kaaitheaterseizoen startte op 1 oktober 1987. Op 1 januari van dat jaar was de groep Rosas juridisch onafhankelijk geworden. De fusie tussen Kaaitheater en Schaamte ging officieel in op 1 januari 1988. De doelstelling van de nieuwe vzw Kaaitheater was drieledig: produceren, presenteren en het geproduceerde distribueren.
In haar eerste nomadische periode organiseerde het Kaaitheater voorstellingen in: de Munt, de Ancienne Belgique, CBA (vandaag Zinnema), de Hallen van Schaarbeek, het Théâtre de Banlieue, het Théâtre National, Théâtre 140, de KVS, de Beursschouwburg, het Paleis voor Schone Kunsten… Met andere woorden: veel geld en energie moesten geïnvesteerd worden om de eigen producties in Brussel te tonen. Dat leverde wel contacten en samenwerkingsverbanden op met vele collega’s in Brussel, ook over de taalbarrières heen. Het zwerven van theater tot theater maakte het Kaaitheater tot een reisgezelschap in eigen stad. 
1992-93 was het laatste seizoen van het Kaaitheater in zijn nomadisch bestaan. In juni 1993 verhuisde de ploeg met haar kantoren naar het Lunatheater, dat gedurende de volgende drie seizoenen met de Ancienne Belgique zou gedeeld worden.

### Thuiskomen? (1993-1998)
In 1993 verhuisde de ploeg naar het Lunatheater en vanaf het seizoen 1993-1994 werden daar voorstellingen getoond. In april 1993 werd in de Studio’s in de Onze-Lieve-Vrouw van Vaakstraat een laatste voorstelling gespeeld, daarna ging de deur er voor meer dan een jaar dicht vanwege verbouwingswerken.
Vanaf het seizoen 1996-1997 werd een tweesporenprogrammering uitgewerkt: Hugo De Greef koos de projecten voor de grote zaal waarin hoofdzakelijk de vaste Kaaitheaterkunstenaars hun plek vonden en assistent-dramaturge Agna Smisdom realiseerde in de Kaaitheaterstudio’s een andersoortig programma van hoofdzakelijk jonge makers. Het Kaaitheater begon aan haar omvorming van kunstenaarscentrum naar kunstencentrum. Het verwerven van de dubbele infrastructuur van het Lunatheater en de Kaaitheaterstudio’s betekende een verhoogde druk om ‘deze huizen te laten renderen’ en dus de voorrang te geven aan het receptieve op het producerende werk.
Hierna kwam de beslissing van de overheid dat voor de vierjarige periode 1997-2001 slechts 45 van de gevraagde 66 miljoen frank subsidie werd toegekend. Deze beslissing werd door Hugo De Greef als een afkeuring van zijn werk ervaren en werd de directe aanleiding tot zijn vertrek. In de nieuwe financiële situatie werd het zelf produceren van voorstellingen op de manier waarop het Kaaitheater dat vroeger had gedaan, zo goed als onmogelijk.

### Continuïteit en vernieuwing (1998-2007)
In 1998 werd Johan Reyniers artistiek directeur en werd Hugo Vanden Driessche algemeen directeur. Johan Reyniers koos er voor om enerzijds de continuïteit van het Kaaitheaterproject te verzekeren en anderzijds de aanpassingen door te voeren die voor de werking van een kunstencentrum met twee infrastructuren nodig waren. De belangrijkste ingreep was de verruiming van het kunstenaarspotentieel waarmee gewerkt ging worden. Johan Reyniers was er zich van bewust dat het Kaaitheater met zijn twee infrastructuren nood had aan een veelheid van kunstenaars behorende tot verschillende generaties, met producties bestemd voor zowel grote als kleine publieken, met een gebruik van middelen die tot diverse disciplines konden behoren. Het werd een moeilijke evenwichtsoefening tussen de generatie van 80, die van 90 en later die van 2000. 
In de seizoenen 1998-1999, 1999-2000 en 2000-2001 gebeurde de keuze van het programma door Johan Reyniers en Agna Smisdom; na het vertrek van Agna zou Johan gedurende eveneens drie seizoenen alleen voor de programmering instaan. Vanaf het seizoen 2004-2005 maakte Johan de keuze samen met Petra Roggel maar behield hij de eindverantwoordelijkheid in de artistieke materies. De komst van Petra Roggel kon verbonden worden met de heropbloei van de performance als genre: een terrein dat Petra samen met dat van de ‘nieuwe dans’ zeer goed kende.

### Openheid, maatschappelijke contextualisering en samenwerking (2008-2022)
In 2006 kondigde Johan Reyniers zijn vertrek aan. In mei 2007 werden Guy Gypens en Katleen Van Langendonck aangesteld als nieuwe artistieke directie, 2008-2009 werd hun eerste seizoen. 
Gypens en Van Langendonck bleven trouw aan de grote artistieke principes en de meeste huiskunstenaars van het Kaaitheater, maar voelden ook een grote nood om het huis verder open te gooien, om de directe relatie met de buitenwereld te verhevigen en intensievere samenwerkingen met partners in de stad aan te gaan. 
Rond een kernprogramma dat heel duidelijk de artistieke ziel van het Kaaitheater in zich droeg, schikten Gypens en Van Langendonck een aantal nieuwe ‘formats’ waarin telkens een thematische invalshoek werd gekozen. Het Spoken World Festival had de globale interdependentie als thema, Burning Ice richtte zich op de socio-ecologische crisis en in WoWmen stond gender centraal. Voor al deze formats werd ook samengewerkt met niet-artistieke partners uit verschillende maatschappelijke sectoren.
Uitzondering op de thematische regel was Performatik. Dit festival was een verdere ontwikkeling van wat Reyniers en Roggel in 2006 waren opgestart. Katleen Van Langendonck maakte van Performatik op korte tijd een belangrijke biënnale voor performance en live art.  Performatik groeide uit tot een stadfestival met partners als Wiels, Argos, Bozar, De Centrale, Museumcultuur Strombeek, QO2 en de Beursschouwburg. De manier van samenwerking was er een van overleg tussen de verschillende curatoren, zowel op inhoudelijk vlak als qua planning.
Vanaf 2019 namen Agnes Quackels en Barbara Van Lindt de artistieke coördinatie van Kaaitheater op. Zij vervingen Guy Gypens, die de zes jaar ervoor algemeen directeur was en de twaalf jaar ervoor samen met Katleen Van Langendonck de artistieke koers van het Kaaitheater bepaalde. Het is het doel van Agnes Quackels en Barbara Van Lindt om samen met de Kaaitheaterploeg het project How to Be Many? de komende jaren vorm te geven. Op deze manier wordt er geprobeerd om ruimte te maken voor een breed spectrum aan bezoekers, artiesten, verhalen en perspectieven en om de meerstemmigheid van de samenleving beter te leren weerspiegelen. Dat in samenwerking met vele partners.

### Het Kaaitheater verbouwt en tweede nomadische periode (2022-2025)
Wegens uitgebreide verbouwingen, verliet Kaaitheater begin juli 2022 tijdelijk haar gebouw aan het Sainctelettesquare. Tussen 2022 en 2025 wordt er samengewerkt met de volgende partners voor de presentatie: KVS, Charleroi danse/La Raffinerie, Théâtre National Wallonie-Bruxelles, Rosas Performance Space, Ancienne Belgique, Bronks, Atelier 210, de Hallen van Schaarbeek, Théâtre Varia, CC Westrand/Dilbeek, CC Strombeek en CC De Factorij/Zaventem. Met de laatste drie presenteert Kaaitheater in het kader van PeriferiK jaarlijks een zestal producties. Kaaitheater blijft programma presenteren in de Kaaistudio's en vindt ook een tijdelijk podium in GC De Kriekelaar. De kantoren worden gedurende deze periode in de aangrenzende gebouwen van De Kriekelaar gevestigd.

### De toekomst van het Kaaitheater (2025-...)
In 2025 zal het Kaaitheater terugkeren naar het Sainctelettesquare. Na de verbouwingen zullen er op één locatie vijf verschillende presentatieruimtes zijn: de gerenoveerde grote zaal voor 700 personen, een kleine zaal voor 200 personen, 2 grote repetitiestudio’s, een monumentale polyvalente ruimte, geschikt om klassen en andere publieksgroepen te ontvangen, en een stadsbalkon waar openluchtpresentaties kunnen plaatsvinden.
Vanaf het betrekken van de nieuwe infrastructuur in 2025, zal de presentatiefunctie van de Kaaistudio's naar het nieuwe gebouw verhuizen, terwijl de residentiefunctie in de Kaaistudio’s uitgebreid zal worden.